# Fuencarral – El Pardo
Fuencarral – El Pardo je jeden z 21 městských obvodů španělského hlavního města Madridu, nachází se severně od centra města. Má rozlohu 237,84 km² a žije v něm přibližně 248 tisíc obyvatel. Obvod je největším ze všech, ne však nejlidnatějším; zastavěné území tvoří méně než polovinu rozlohy. Naopak je i díky monte de El Pardo obvodem s velkým podílem zeleně. Ve Fuencarralu – El Pardo sídlí také velké množství firem, zejména v Cuatro Torres Business Area. Obvod má pořadové číslo 8 a jeho radnice se nachází na třídě Avenida Monforte de Lemos.

## Vymezení a členění

Administrativní členění obvodu Fuencarral – El Pardo

Obvod Fuencarral – El Pardo je vymezen:
- Ze západu, ze severu i z východu hranicemi obcí Las Rozas de Madrid, Torrelodones, Colmenar Viejo, Tres Cantos, San Sebastián de los Reyes a Alcobendas
- Silničními komunikacemi M-40 a M-605, které jej oddělují od sousedního obvodu Moncloa – Aravaca.
- Z jihozápadu ulicemi Guecho, Elgóibar, Deusto, Príncipe de Viana, Camino de Casaquemada, Valle de Mena a třídami Avenida de la Ilustración a Avenida de Fuentelarreina, které jej také oddělují od obvodu Moncloa – Aravaca.
- Z jihu ulicemi Sinesio Delgado a třídou Avenida de Monforte de Lemos, které jej oddělují od obvodu Tetuán.
- Z východu třídou Paseo de la Castellana a okruhem M-30, které jej oddělují od Chamartínu; a třídou Avenida de Burgos (dálnice A1) od obvodu Hortaleza.

Obvod se skládá ze šesti čtvrtí (barrios):
- El Pardo (81) – zabírá zdaleka největší část rozlohy
- Fuentelarreina (82)
- Peñagrande (83)
- Barrio del Pilar (84)
- La Paz (85)
- Vallehermoso (86)
- Mirasierra (87)
- El Goloso (88)

## Historie
Území městského obvodu se rozkládá na místě bývalé usedlosti Fuencarral a v okolí královské residence El Pardo. Tato území byla k Madridu připojena v roce 1949. V té době byla velmi řídce zastavěna. V 50. letech byla vybudována dělnická kolonie Barrio del Pilar, zástavba se do 80. let rozšířila na sever až do Peñagrande. V 90. letech byl zahájen plán urbanistické výstavby (PAU), díky kterému byly vybudovány rezidenční čtvrti Arroyo del Fresno, Montecarmelo a Las Tablas.

## Osídlení
Čtvrť El Pardo je oddělena od ostatní městské zástavby, stejně tak i vojenská základna El Goloso a kampus Cantoblanco.

## Vzdělání
Na území obvodu se nachází 42 mateřských škol (9 veřejných a 33 soukromých) a 47 veřejných základních a středních škol. Na území obvodu mají své sídlo univerzity Universidad Pontificia Comillas (pontifikální univerzita) a soukromá Universidad Autónoma de Madrid.

## Doprava

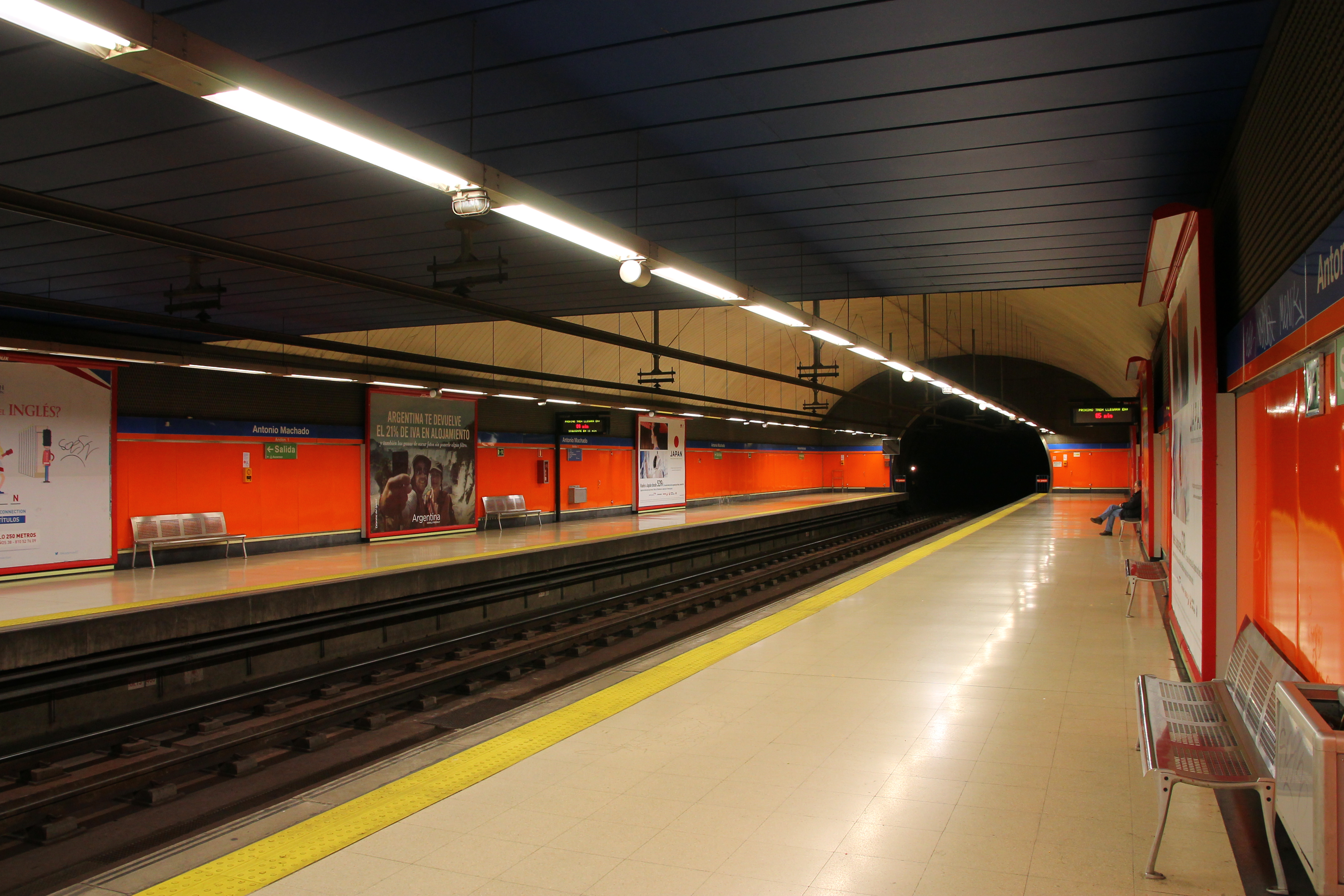
Stanice Antonio Machado

### Silniční doprava
Hlavními silničními komunikačními tepnami jsou dva madridské okruhy – M-30 (Avenida de la Ilustración) a M-40. Důležitou komunikační spojnicí je ulice Sinesio Delgado, na okraji obvodu prochází třída Paseo de la Castellana, která přechází v dálnici A1.

### Železnice
Obvodem procházejí linky příměstské železnice Cercanías Madrid – svazek linek C-3, C-7 a C-8 zastavuje ve stanicích Ramón y Cajal a Pitis; linka C-4 zastavuje ve stanicích Fuencarral, Cantoblanco Universidad a El Goloso

### Metro a lehké metro
Na území obvodu se nacházejí stanice metra a lehkého metra, které obvod propojují s ostatními částmi města. Stanice patří k následujícím linkám:
- – stanice Antonio Machado, Peñagrande, Avenida de la Ilustración, Lacoma, Arroyofresno a Pitis
- – stanice Barrio del Pilar, Herrera Oria, Mirasierra a Paco de Lucia
- – stanice Begoña, Fuencarral, Tres Olivos, Montecarmelo, Las Tablas a Ronda de la Comunicación
- – stanice Las Tablas a Palas del Rey

Výhledově je také plánováno prodloužení linky 11 do stanice Avenida de la Ilustración.

### Autobusy
V obvodu je provozováno velké množství denních a nočních autobusových linek.

## Významná místa a budovy
- Královský palác El Pardo

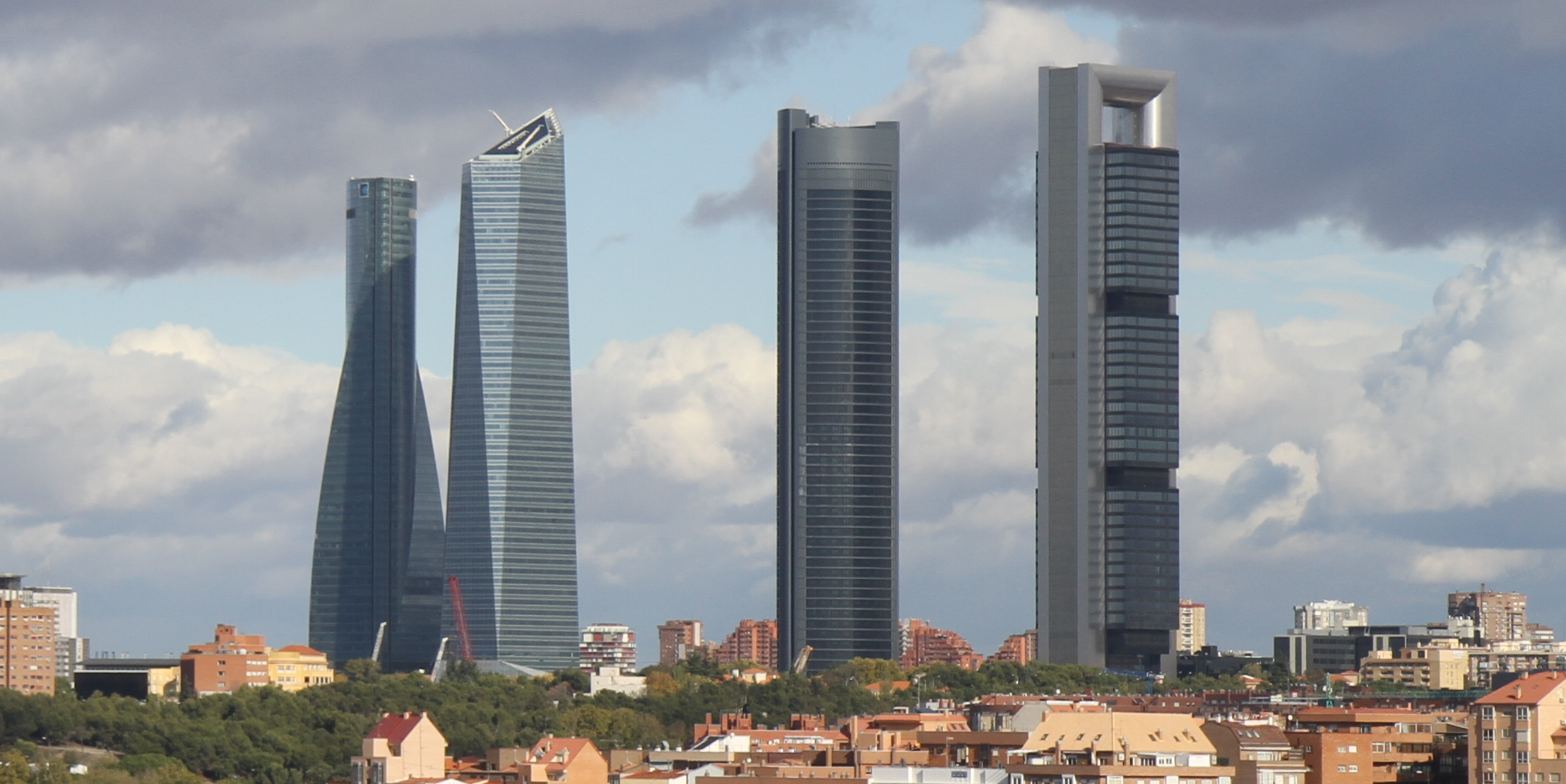
Mrakodrapy Cuatro Torres Business Area

- Monte de El Pardo – lesnatá oblast
- Cuatro Torres Business Area – 4 madridské mrakodrapy